# BSG Motor Brandenburg
Die BSG Motor Brandenburg war eine Betriebssportgemeinschaft in Brandenburg an der Havel. Sektionen waren beispielsweise Segeln und Fußball.

## Segeln
Erfolgreichste Sektion des Vereins war Segeln. So gewannen mehrfach Boote der BSG Medaillen bei nationalen Meisterschaften der DDR. In der Bootsklasse H-Jolle gewannen Hans Gauglitz und M. Städter von Motor 1960 und 1964 den DDR-Meistertitel. 1961 wurden sie Dritte. E. Schleuss, Draeger und G. Meyer gewannen in der Bootsklasse 20-m²-Jollenkreuzer 1960 und 1961 die Bronze- und 1962 die Silbermedaille. 1965 wechselte die Sektion in die BSG Stahl Brandenburg.